# Dans le ventre du Congo
Dans le ventre du Congo est un livre de l'écrivain congolais blaise ndala Paru en 2021 aux éditions Mémoire d'Encrier, l'ouvrage reçoit le Prix ivoire et le prix Kourouma la même année. ce livre est une  fiction historique  qui explore avec panache la complexité des relations, coloniales et post-coloniales, entre la République démocratique du Congo et la belgique,,,